# 결찰

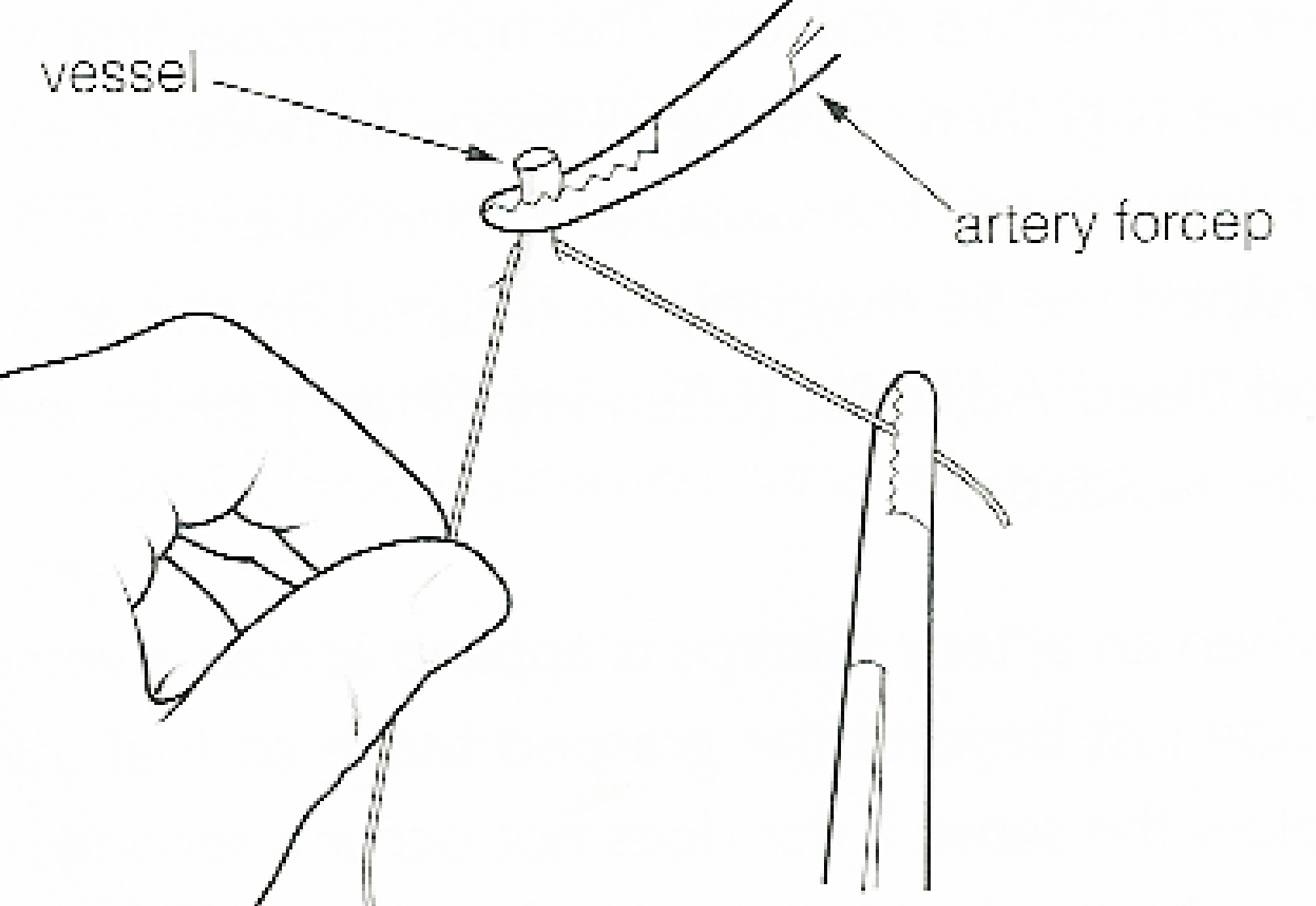
결찰을 시행하는 모습을 나타낸 그림

수술이나 의료 시술에서 결찰(ligation, ligature, 結紮)은 해부학적 구조, 일반적으로 혈관이나 다른 속이 빈 구조(요도 등) 주위에 실 조각(봉합사)을 묶어 막는 것이다.

## 역사
결찰의 원리는 히포크라테스와 갈레노스에서 시작하였으며, 약 1,500년 후에 앙브루아즈 파레(Ambroise Paré)에 의해 다시 도입되었다. 1870-80년 들어 마침내 현대적인 사용법을 발견하여 쥘 에밀 페앙(Jules-Émile Péan)에 의해 대중화되었다.

## 과정
외과의사는 지혈집게로 동맥이나 정맥의 축에 수직으로 혈관을 고정한 다음 결찰하여 고정한다. 즉, 구조를 나누고 지혈집게를 풀기 전에 주위의 봉합사 조각을 사용한다. 지혈집게는 매듭으로 고정되지 않아 마음대로 풀거나 조일 수 있다는 점에서 지혈대와 다르다.
결찰은 연성 섬유종을 치료하는 치료법 중 하나로, 혈액 순환을 차단하기 위해 병변 주위에 끈이나 치실을 묶는 방식으로 시행한다. 가정 요법에는 병변의 바닥 주위에 위치시킬 수 있는 상업용 결찰 밴드가 있다.

## 같이 보기
- 봉합

## 참고 문헌
1. ↑  Lois N. Magner (1992). 《A History of Medicine》. CRC Press. 91쪽.
2. ↑  Greenblatt, Samuel; Dagi, T.; Epstein, Mel (1997년 1월 1일). 《A History of Neurosurgery: In its Scientific and Professional Contexts》. Thieme. 203쪽. ISBN 9781879284173. 2012년 11월 2일에 확인함.
3. ↑  Paget, Stephen (1897). 《Ambroise Paré and his times, 1510-1590》. G.P. Putnam's Sons. 23쪽. 2012년 11월 2일에 확인함.
4. ↑  “Cutaneous skin tag”. 《Medline Plus》. 2012년 8월 20일에 확인함.
5. ↑  MHS, Kristina Liu, MD (2020년 3월 23일). “Skin tag removal: Optional but effective”. 《Harvard Health》.